# Мельниківська сільська рада (Немирівський район)
| Мельниківська сільська рада — колишній орган місцевого самоврядування у Немирівському районі Вінницької області з адміністративним центром у с. Мельниківці. Сільській раді підпорядковані населені пункти: - с. Мельниківці - с. Червоне |

## Склад ради
Рада складалася з 16 депутатів та голови.

## Керівний склад сільської ради
| ПІБ                      | Основні відомості                                                                       | Дата обрання | Дата звільнення |
| ------------------------ | --------------------------------------------------------------------------------------- | ------------ | --------------- |
| Рудь Микола Анатолійович | Сільський голова, 1962 року народження, освіта, член Соціалістичної партії України      | 26.03.2006   | 31.10.2010      |
| Рудь Микола Анатолійович | Сільський голова, 1968 року народження, освіта середня спеціальна, член Партії регіонів | 31.10.2010   |                 |

Примітка: таблиця складена за даними джерела